# Ischnura capreolus
Ischnura capreolus – gatunek ważki z rodziny łątkowatych (Coenagrionidae). Występuje na terenie Ameryki Środkowej i Karaibów.